# Pleurothallis tragulosa
Pleurothallis tragulosa là một loài thực vật có hoa trong họ Lan. Loài này được Luer & Hirtz miêu tả khoa học đầu tiên năm 1996.